# ロイス・マクマスター・ビジョルド
ロイス・マクマスター・ビジョルド（Lois McMaster Bujold ([buːˈʒoʊld] ( 音声ファイル) boo-ZHOHLD、1949年11月2日 - ）は、アメリカのスペキュレイティブ・フィクション作家。ヒューゴー賞 長編小説部門を4回受賞しており、ロバート・A・ハインラインの記録に並ぶ称賛を受けた作家である。短編「喪の山」ではヒューゴー賞とネビュラ賞のダブル受賞を果たしている。ファンタジーでは五神教シリーズの評価が高く、『チャリオンの影』がミソピーイク賞一般文芸部門を受賞し、2002年世界幻想文学大賞長編部門にノミネートされ、『影の棲む城』では4回目のヒューゴー賞長編小説部門と2回目のネビュラ賞長編小説部門を受賞している。2011年にスカイラーク賞を受賞した。2017年にヴォルコシガン・サガで、2018年には五神教シリーズでとヒューゴー賞 シリーズ部門を2度受賞している。アメリカSFファンタジー作家協会は2019年に第36次SFWAデーモン・ナイト記念グランドマスター賞をビジョルドに授与した。
ビジョルドの作品の大部分はヴォルコシガン・サガ、五神教シリーズおよび死者の短剣シリーズで構成されている。

## 生い立ち

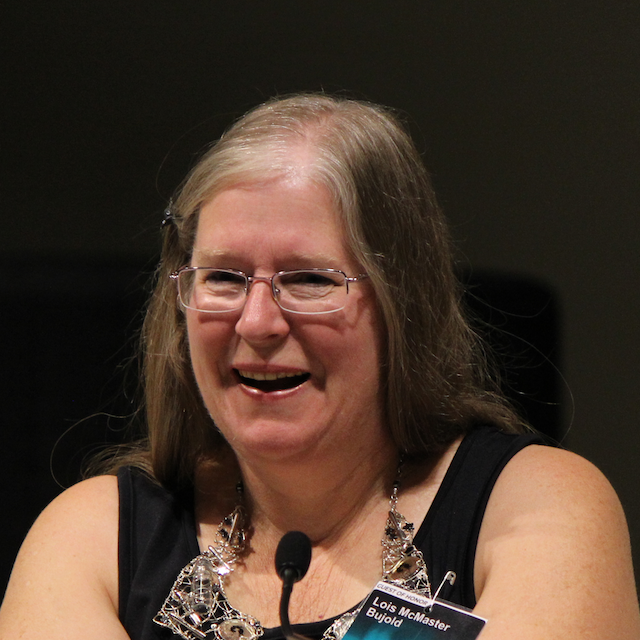
2012年のFinnconでのビジョルド（タンペレ

ビジョルドは大学教授のロバート・チャールズ・マクマスターの娘であり、SFに興味を持ったきっかけと、ヴォルコシガン・サガの特定の側面は父親の影響だったと考えられている。ロバートは『非破壊検査ハンドブック』の編集者の一人だった。
ビジョルドは、著名な父親のもとで育つという自分の経験は、「偉人」の影で育つという自作の登場人物（マイルズ、フィアメッタ）の経験に反映されていると書いている。男女問わずこの傾向を観察してきたビジョルドは、なぜそれが常に「偉人の息子症候群」と呼ばれ、決して「偉人の娘症候群」と呼ばれないのか不思議に思っている。父親同様にエンジニアであるビジョルドの兄弟は、ビジョルドが『自由軌道』を執筆するに際して技術的な詳細を提供して協力した。
ビジョルドは自身を常に「貪欲な読書家」だったと述べている。父親から受け継いだ習慣で、9歳から一般向けSFを読み始めた。SFファンダムのメンバーとなり、中央オハイオSF協会に加わり、ロイス・マクマスター名義の作品が掲載されたSFファンジン『StarDate』を共同出版した。その後、ビジョルドの読書の趣味は広がり、現在は「歴史、ミステリー、ロマンス、旅行、戦争、詩など」を読んでいると述べている。
1968年から1972年にかけて、オハイオ州立大学に通った。執筆には興味があったが、文芸創作よりも文学批評に関心が強かったことから英語の専攻を追求しなかった。
1971年にジョン・フレドリック・ビジョルド（John Fredric Bujold）と結婚したが、夫妻は1990年代前半に離婚した。この結婚で娘のアン（Anne、1979年生）と息子のポール（Paul、1981年生）の二人の子供を設けた。アン・ビジョルドは2020年1月時点でテネシー工科大学のアパラチア・クラフト・センターの金属部門のアーティスト・イン・レジデンスであり、それ以前はオレゴン州ポートランドで金属アーティスト兼溶接工として働くとともに、北西部鍛冶協会の副会長を務めていた。現在、ビジョルドはミネソタ州ミネアポリスに在住している。

## 着想
ビジョルドはリリアン・スチュワート・カールと、「拡張されたストーリーラインで協力したが、全体の断片だけが書き上げられ」ることになる高校生の時の友人である。一度は自作を掲載した『StarDate』と名付けた『スタートレック』同人誌を共同制作した。大学ではシャーロック・ホームズもののミステリーを執筆した。しかしながら、その後は結婚し、家族ができ、さらに病院の患者の世話で忙しくなったことから執筆を辞めてしまった。
ビジョルドが執筆活動に復帰したのは30代になってからだった。ビジョルドは、友人のリリアン・スチュワート・カールの最初の本の売り上げが自分が現場に戻るきっかけになったと信じており、「彼女にできるなら、私にもできると思った」と語っている。当初は以前のように趣味として執筆するつもりだったが、職業以外のことに必要な作業が多いことに気づき、プロに転向することにした。カールとパトリシア・リーディの助けを得て最初の長編小説を完成することができた。

## サイエンス・フィクション
ロイス・ビジョルドは、『戦士志願』が4回突っ返された後で受け入れられる前に3冊の本（『名誉のかけら』、『戦士志願』、『遺伝子の使命』）を書き上げていた。『戦士志願』は最初に売れた本だが、ヴォルコシガン・サガで最初に書かれた本ではなく、最初に出版された本でもなかった。『戦士志願』の強さに基づいて、ビーン・ブックスは2冊の一連の小説を含む3冊の契約に同意した。2010年までに、Bean Booksはビジョルドの本を200万部販売したと主張している。
ビジョルドは、およそ1000年先の未来の、惑星バラヤー出身で肉体的に障害がある星間スパイで、傭兵艦隊の提督であるマイルズ・ヴォルコシガンを主人公とした一連の小説である「ヴォルコシガン・サガ」で最もよく知られている。このシリーズにはマイルズの両親を主役とした前日譚や、脇役を中心とした関連作品も含まれている。初期の作品は戦闘、陰謀、突飛な展開などのスペースオペラの伝統をしっかり受け継いでいるが、最近の作品ではマイルズはより探偵っぽくなっている。『任務外作戦』でビジョルドはさらに別のジャンルを探求しており、それは摂政時代のロマンス小説家であるジョージェット・ヘイヤーに敬意を示した（献辞に明記）プロットを備えた上流社会のロマンスとなっている。悲惨なディナーパーティーを中心に描かれており、「生物学とマナーのコメディー」という副題が正当化されるような誤解や会話が盛り込まれている。
ビジョルドはこのシリーズ構成はホレイショ・ホーンブロワーの本をモデルにしており、1人の人間の人生の記録だと述べている。主題と繰り返しにはドロシー・L・セイヤーズによるミステリーの登場人物ピーター・ウィムジイ卿が反映されている。ビジョルドはまた、シリーズを書く際の課題の一部は多くの読者が「まったくばらばらな順序」で物語に出会うことがあるので、過度に反復的にせず、それぞれの物語に十分な背景を提供する必要があることだとも述べている。ヴォルコシガン・サガの最新版には、各巻の巻末にシリーズ内部の年表を要約した付録が含まれている。
ビジョルドは、ヴォルコシガン・サガを読む際の最適な順序についての自身の見解をブログで論じている。

## ファンタジー
ビジョルドはファンタジージャンルへも参入したいと考えていたが、初期の試みは挫折した。最初のファンタジーへの進出は『スピリット・リング』だった。「仕様」通りに執筆し、いろいろ売り込みにまわったが低価格のオファーしか受けられず、原稿を回収してジム・ビーンとの追加のヴォルコシガン・シリーズ執筆の約束と引き換えにビーン・ブックスに適正価格で引き取ってもらった。ビジョルドはこの経験を非常に勉強になったと語ったが、批評家からの評価はほとんど得られず、売り上げも平凡なものだった。
ビジョルドは『チャリオンの影』を書くまでの10年近くはファンタジー市場への再参入を試みなかった。この本も仕様通りに書かれ、ブックオークションに出品された今回はファンタジーとロマンスジャンルのファンのクロスオーバー市場を開拓することで、批評的にも商業的に大きな成功を収めた。チャリオンのファンタジーの世界はビジョルドが暇なときにミネソタ大学で中世スペイン史についてのコースを受講していたことが反映されている。ビジョルドは、『影の棲む城』、『影の王国』およびペンリックとデズデモーナを主人公とした長編、中編および短編小説からなる「五神教シリーズ」へと設定を拡張した。
ビジョルドが次に創作したファンタジーの世界は、「死者の短剣シリーズ」の世界を舞台にした四部作で、作中の風景や「農民」の方言についてのインスピレーションを、自分がオハイオ州中部で一緒に育った人々から借用したものだった。ビジョルドは、この本の校正を手伝ってくれた最初の読者がビジョルドの文章は正確に理解でき、説明や方言におけるオハイオ州の特徴を認識できたと言っていたと書いている。。

## ファン・フィクションとの関係
ビジョルドは通常、自身のキャラクターや創作世界について書かれたファン・フィクションを支持してきた。エイミー・H・スタージスは、自身のエッセイ『From Both Sides Now: Bujold and the Fan Fiction Phenomenon』の中で、ビジョルドの世代の作家にとってこれは異例のことであり、そのほとんどがファン・フィクションに反対していると述べている。スタージスはこれを、ビジョルドが人生の早いうちに自分で制作したスタートレックやシャーロック・ホームズのファン・フィクションに関連付けて、それがプロ作家としてのキャリアのための見習い期間だと見做していた。
ビジョルド自身は、ファン・フィクションに対する自分の評価を「アクティブな」読者に対する評価と結び付けている。ビジョルドにとって優れた読者とは、実際に頭の中で世界や登場人物を構築し、物語を機能させる「縁の下の力持ち」である。彼女にとって、本は読者の頭の中に入って成長するまでは実際には存在していない。そして時には、本の登場人物や物語が成長しすぎて作家の本来の枠を超えたものがファン・フィクションになることもある。ビジョルドにとって偉大な文学とは決して「不毛」なものではなく、原作者が書いたものだけでとどまっているものでもない。さらに、ファン・フィクションは作者に「目に見えない協力者」である読者の心の中を覗くまたとない機会を与える者と信じている。
それにもかかわらず、ビジョルドは「それが魅力的だと思うから」法的および経済的な懸念から自分のキャラクターについてのファン・フィクションを読まなくなっている。

## 受賞と候補
| シリーズ              | 書籍                       | 賞         | 賞       | 賞       |
| シリーズ              | 書籍                       | ヒューゴー | ローカス | ネビュラ |
| --------------------- | -------------------------- | ---------- | -------- | -------- |
| ヴォルコシガン ・サガ | 『自由軌道』（1988）       | 候補       | –        | 受賞     |
| ヴォルコシガン ・サガ | 『ヴォル・ゲーム』（1990） | 受賞       | 候補     | –        |
| ヴォルコシガン ・サガ | 『バラヤー内乱』（1991）   | 受賞       | 受賞     | 候補     |
| ヴォルコシガン ・サガ | 『ミラー・ダンス』（1994） | 受賞       | 受賞     | –        |
| ヴォルコシガン ・サガ | 『メモリー』（1996）       | 候補       | 候補     | 候補     |
| ヴォルコシガン ・サガ | 『任務外作戦』（1999）     | 候補       | 候補     | 候補     |
| ヴォルコシガン ・サガ | 『外交特例』（2002）       | –          | –        | 候補     |
| ヴォルコシガン ・サガ | 『マイルズの旅路』（2010） | 候補       | 候補     | –        |
| ヴォルコシガン ・サガ | 『大尉の盟約』（2012）     | 候補       | 候補     | –        |
| ヴォルコシガン ・サガ | シリーズとして             | 受賞       | –        | –        |
| 五神教シリーズ        | 『チャリオンの影』（2001） | 候補       | 候補     | –        |
| 五神教シリーズ        | 『影の棲む城』（2003）     | 受賞       | 受賞     | 受賞     |
| 五神教シリーズ        | 『影の王国』（2005）       | –          | 候補     | –        |
| 五神教シリーズ        | シリーズとして             | 受賞       | –        | –        |

ビジョルドは以下の賞も受賞している：
- 「喪の山」（1990）：ヒューゴー賞およびネビュラ賞の短編部門部門を受賞。
- 「冬の市の贈り物」（2005）および「ペンリックと魔」（2015）、「ペンリックと巫師」（2017）はヒューゴー賞短編小説部門にノミネートされた。
- 『ミラー衛星衝突（英語版）』（1999）はミネソタ・ブック・アウォードを受賞した[28]。
- 『任務外作戦（英語版）』（2000）および『影の棲む城』（2004）はミネソタ・ブック・アウォードの候補となった。
- 1987年のジョン・W・キャンベル新人賞の候補となった。
- 2013年のフォリー賞（英語版）を受賞した[29]。
- 『自由軌道』が2014年のプロメテウス賞 殿堂賞を受賞[30]。
- 2020年にSFWAのデーモン・ナイト記念グランド・マスター賞を受賞[5]。

## 作品リスト

### SF作品
- ヴォルコシガン・サガ (Vorkosigan Saga)
  - The Warrior's Apprentice, 1986 - 『戦士志願』, 1991, 創元SF文庫（小木曽絢子訳）,ISBN 978-4-488-69801-0
  - Falling Free, 1988 - 『自由軌道』,1991, 創元SF文庫（小木曽絢子訳）,ISBN 978-4-488-69802-7
  - Brother in Arms, 1989 -『親愛なるクローン』, 1993, 創元SF文庫（小木曽絢子訳）,ISBN 978-4-488-69803-4
  - Borders of Infinity, 1989 -『無限の境界』, 1994, 創元SF文庫（小木曽絢子訳）,ISBN 978-4-488-69804-1
  - The Vor Game, 1990 - 『ヴォル・ゲーム』, 1996, 創元SF文庫（小木曽絢子訳）,ISBN 978-4-488-69805-8
  - Shards of Honor, 1986 - 『名誉のかけら』, 1997, 創元SF文庫（小木曽絢子訳）,ISBN 978-4-488-69806-5
  - Barrayar, 1991 -  『バラヤー内乱』, 2000, 創元SF文庫（小木曽絢子訳）,ISBN 978-4-488-69807-2
  - Cetaganda, 1995 -『天空の遺産』, 2001, 創元SF文庫（小木曽絢子訳）,ISBN 978-4-488-69808-9
  - Mirror Dance, 1994 -『ミラー・ダンス（上・下）』, 2002, 創元SF文庫（小木曽絢子訳）,ISBN 978-4-488-69809-6 / ISBN 978-4-488-69810-2
  - Ethan of Athos ,1986 -『遺伝子の使命』, 2003, 創元SF文庫（小木曽絢子訳）,ISBN 978-4-488-69811-9
  - Memory, 1996 -『メモリー（上・下）』, 2006, 創元SF文庫（小木曽絢子訳）,ISBN 978-4-488-69812-6 / ISBN 978-4-488-69813-3
  - Komarr, 1998 - 『ミラー衛星衝突（上・下）』, 2012,創元SF文庫（小木曽絢子訳）,ISBN 978-4-488-69814-0 / ISBN 978-4-488-69815-7
  - A Civil Campaign, 2000 - 『任務外作戦(上・下)』, 2013, 創元SF文庫（小木曽絢子訳）,ISBN 978-4-488-69816-4 / ISBN 978-4-488-69817-1
  - Diplomatic Immunity, 2002 - 『外交特例』, 2014, 創元SF文庫（小木曽絢子訳）,ISBN 978-4-488-69818-8
  - "Winterfair Gifts", 2002 (Miles in Loveに収録)-『冬の市の贈り物』, 『任務外作戦(下)』に収録, 2013, 創元SF文庫（小木曽絢子訳）, ISBN 978-4-488-69817-1
  - Cryoburn, 2010 - 『マイルズの旅路』,2017,創元SF文庫(小木曽絢子訳)、ISBN 978-4-488-69821-8
  - Captain Vorpatril's Alliance, 2012 - 『大尉の盟約（上・下）』, 2015,創元SF文庫（小木曽絢子訳）、ISBN 978-4-488-69819-5 /ISBN 978-4-488-69820-1
  - Gentleman Jole and the Red Queen, 2016 - 『女総督コーデリア』,2020,創元SF文庫（小木曽絢子訳）、ISBN 978-4-488-69822-5
  - The Flowers of Vashnoi, 2018

### ファンタジー作品
- The Spirit Ring, 1993 - 『スピリット・リング』, 2001 , 創元推理文庫（梶元靖子訳）, ISBN 978-4-488-58701-7
- 五神教シリーズ(Chalion Universe)

- - The Curse of Chalion, 2001 - 『チャリオンの影（上・下）』, 2007, 創元推理文庫（鍛治靖子訳）, ISBN 978-4-488-58702-4/ISBN 978-4-488-58703-1
  - Paladin of Souls, 2003 - 『影の棲む城（上・下）』, 2008, 創元推理文庫（鍛治靖子訳）, ISBN 978-4-488-58704-8/ISBN 978-4-488-58705-5
  - The Hallowed Hunt, 2005 - 『影の王国（上・下）』, 2012, 創元推理文庫（鍛治靖子訳）, ISBN 978-4-488-58704-8/ISBN 978-4-488-58707-9
  - ペンリック・シリーズ(五神教シリーズの設定で書かれた中編シリーズ)
    - Penric's Demon, 2015 - 『ペンリックと魔』(創元推理文庫『魔術師ペンリック』,2021, ISBN 978-4-488-58714-7 収録)
    - Penric and the Shaman,  2016  - 『ペンリックと巫師』(創元推理文庫『魔術師ペンリック』収録)
    - Penric's Mission, 2016  - 『ペンリックの使命』(創元推理文庫『魔術師ペンリックの使命』収録)
    - Penric's Fox, 2017  - 『ペンリックと狐』(創元推理文庫『魔術師ペンリック』収録)
    - Mira's Last Dance, 2017 - 『ミラのラスト・ダンス』(創元推理文庫『魔術師ペンリックの使命』収録)
    - The Prisoner of Limnos, 2017 - 『リムノス島の虜囚』(創元推理文庫『魔術師ペンリックの使命』収録)
    - The Orphans of Raspay, 2019 - 『ラスペイの姉妹』(創元推理文庫(鍛冶靖子訳))『魔術師ペンリックの仮面祭』,2023,ISBN 978-4-488-58716-1 収録)
    - The Physicians of Vilnoc, 2020　- 『ヴィルノックの医師』(創元推理文庫(鍛冶靖子訳))『魔術師ペンリックの仮面祭』,2023,ISBN 978-4-488-58716-1 収録)
    - Masquerade in Lodi, 2020　- 『ロディの仮面祭』(創元推理文庫(鍛冶靖子訳))『魔術師ペンリックの仮面祭』,2023,ISBN 978-4-488-58716-1 収録)
    - The Assassins of Thasalon, 2021 - 『ササロンの暗殺者』(創元推理文庫(鍛冶靖子訳))『魔術師ペンリックと暗殺者』, 2025, ISBN 978-4-488-58717-8収録)
    - Knot of Shadows, 2021 『影の結び目』(創元推理文庫(鍛冶靖子訳))『魔術師ペンリックと暗殺者』, 2025, ISBN 978-4-488-58717-8収録)
    - Demon Daughter, 2024 (未訳)
    - Penric and the Bandit, 2024 (未訳)
    - The Adventure of the Demonic Ox, 2025 (未訳)
- 死者の短剣シリーズ（英語版）(The Sharing Knife）
  - Beguilement, 2006- 『惑わし』, 2008, 創元推理文庫（小木曽絢子訳）, ISBN 978-4-488-58708-6
  - Legacy, 2007- 『遺産』, 2010, 創元推理文庫（小木曽絢子訳）, ISBN 978-4-488-58709-3
  - Passage, 2008 - 『死者の短剣　旅路（上・下）』, 2011, 創元推理文庫（小木曽絢子訳）, ISBN 978-4-488-58710-9 / ISBN 978-4-488-58711-6
  - Horizon, 2009 - 『死者の短剣　地平線（上・下）』, 2013, 創元推理文庫（小木曽絢子訳）, ISBN 978-4-488-58712-3 / ISBN 978-4-488-58713-0
  - Knife Children, 2019 (未訳)